# Discosphaerina sorbi
Discosphaerina sorbi är en svampart som tillhör divisionen sporsäcksvampar, och som beskrevs av L.Holm, K.Holm och Margaret E. Barr. Discosphaerina sorbi ingår i släktet Discosphaerina, och familjen Hyponectriaceae. Arten är reproducerande i Sverige.